# 西海市立ときわ台小学校
西海市立ときわ台小学校（さいかいしりつ ときわだいしょうがっこう, Saikai City Tokiwadai Elementary School）は、長崎県西海市西彼町下岳郷にある公立小学校。

## 概要
歴史
2018年（平成30年）4月に西海市内の小学校2校（西海市立亀岳小学校と西海市立白似田小学校）の統合により開校した。
校名の由来
公募によって決定。校地・校舎の位置する亀岳地区のシンボル的な山である「常盤山」に由来。

校章
公募により決定。校名の頭文字「と」を図案化し、「飛躍」を願う羽と「学問」を表すペン先の絵を組み合わせ、中央に「小」の文字を置いている。

校区
住所表記で西海市西彼町の後に「白崎郷、下岳郷、喰場郷（中ノ島地区の一部を除く）、上岳郷、亀浦郷、宮浦郷、中山郷、平原郷、白似田郷、風早郷」が続く地域。中学校区は西海市立西彼中学校。

## 沿革
- 2018年（平成30年）4月1日 - 西海市立亀岳小学校と西海市立白似田小学校の統合により「西海市立ときわ台小学校」（現校名）が開校[4]。
  - 校地・校舎は亀岳小学校のものを継承。

## 交通アクセス
最寄りのバス停
- 長崎自動車（長崎バス）「中山」バス停 - 長崎市街地から1番「石原」・「大串」行きのバスに乗車。

道路
- 国道206号
- （「バイオパーク入口」交差点から）長崎県道120号上岳宮ノ浦線

## 周辺
- 亀岳学童保育クラブ
- 中山保育園
- 唱題寺（日蓮宗）
- 長崎バイオパーク